# Francesco Stefanelli
Francesco Stefanelli (San Marino, 1999) is een San Marinese cellist.

## Biografie
Stefanelli startte op zevenjarige leeftijd met het bespelen en studeren van cello.
In 2012 werd hij toegelaten om lessen te volgen van Antônio Meneses in Siena. Hij kreeg toen een diploma van verdienste. Nadien studeerde hij in Turijn aan de Pavia Cello Academy en aan de W. Stauffer Academy van Antônio Meneses in Cremona. Stefanelli kreeg hier lessen van bekende muzikanten waaronder: Jens-Peter Maintz, Ivan Monighetti, Frans Helmerson en Marianne Chen.
In 2015 studeerde hij met onderscheiding af aan Istituto Musicale Pareggiato G.LETTIMI in Rimini.
In 2016 werd hij geselecteerd om San Marino te vertegenwoordigen tijdens hun debuut op Eurovision Young Musicians, dat georganiseerd werd in Keulen. Stefanelli nam het op tegen 13 andere finalisten, maar wist niet in de top drie te eindigen.
In 2018 nam hij opnieuw deel. Ditmaal vond het festival plaats in Edinburgh. Ditmaal moest hij het in de halve finale opnemen tegen zeventien anderen. Hij kon zich niet kwalificeren voor de finale.
Anno 2018 studeert hij, dankzij een beurs van de Zwitserse overheid, Master of Arts in Music Performance aan het conservatorium van Lugano waar hij les krijgt van Enrico Dindo. Verder neemt Stefanelli actief deel aan de muziekactiviteiten, aangeboden door de International Academy of Music van Liechtenstein.

## Gewonnen prijzen
Stefanelli won tal van grote prijzen. Zo is hij uitgeroepen tot beste Italiaanse muzikant onder 20 jaar. Hieronder staan een aantal van de belangrijkste prijzen die Stefanelli reeds won.
- 1ste plaats op het 11de Cello Competition “Antonio Janigro” in Kroatië[4]
- 3de prijs in de Rahn Music Prize, georganiseerd in Zürich
- 1ste plaats op het EuroAsia Internationa Music Competition in Cremona
- 1ste plaats op de European Music Competition in Moncalieri
- 1ste plaats Città di Giussano Competition